# Кралски фазан
Кралският фазан (Syrmaticus reevesii) е вид птица от семейство Phasianidae. Видът е световно застрашен, със статут Уязвим.

## Разпространение и местообитание
Разпространен е в Китай. В България се развъжда като декоративен вид.